# Panayótis Fýssas
 (avril 2016).

Panayótis Fýssas (en grec : Παναγιώτης Φύσσας), ou Tákis Fýssas (Τάκης Φύσσας), né le 12 juin 1973 à Athènes, est un footballeur grec évoluant au poste de défenseur.

## Biographie

### En sélection
Il a remporté l'Euro 2004 avec l'équipe de Grèce.

## Carrière
- 1990-1998 :  Paniónios GSS
- 1998-2003 :  Panathinaïkos
- 2003-2005 :  Benfica Lisbonne
- 2005-2007 :  Heart of Midlothian
- 2007-2008 :  Panathinaïkos

## Palmarès
- Vainqueur du Championnat d'Europe des nations de football : 2004 (Grèce).
- Vainqueur de la Coupe du Portugal : 2004 (SL Benfica)
- Champion du Portugal : 2005 (SL Benfica)
- Vainqueur de la Coupe d'Écosse : 2006 (Heart of Midlothian FC).